# Campo ultraprofundo del Hubble

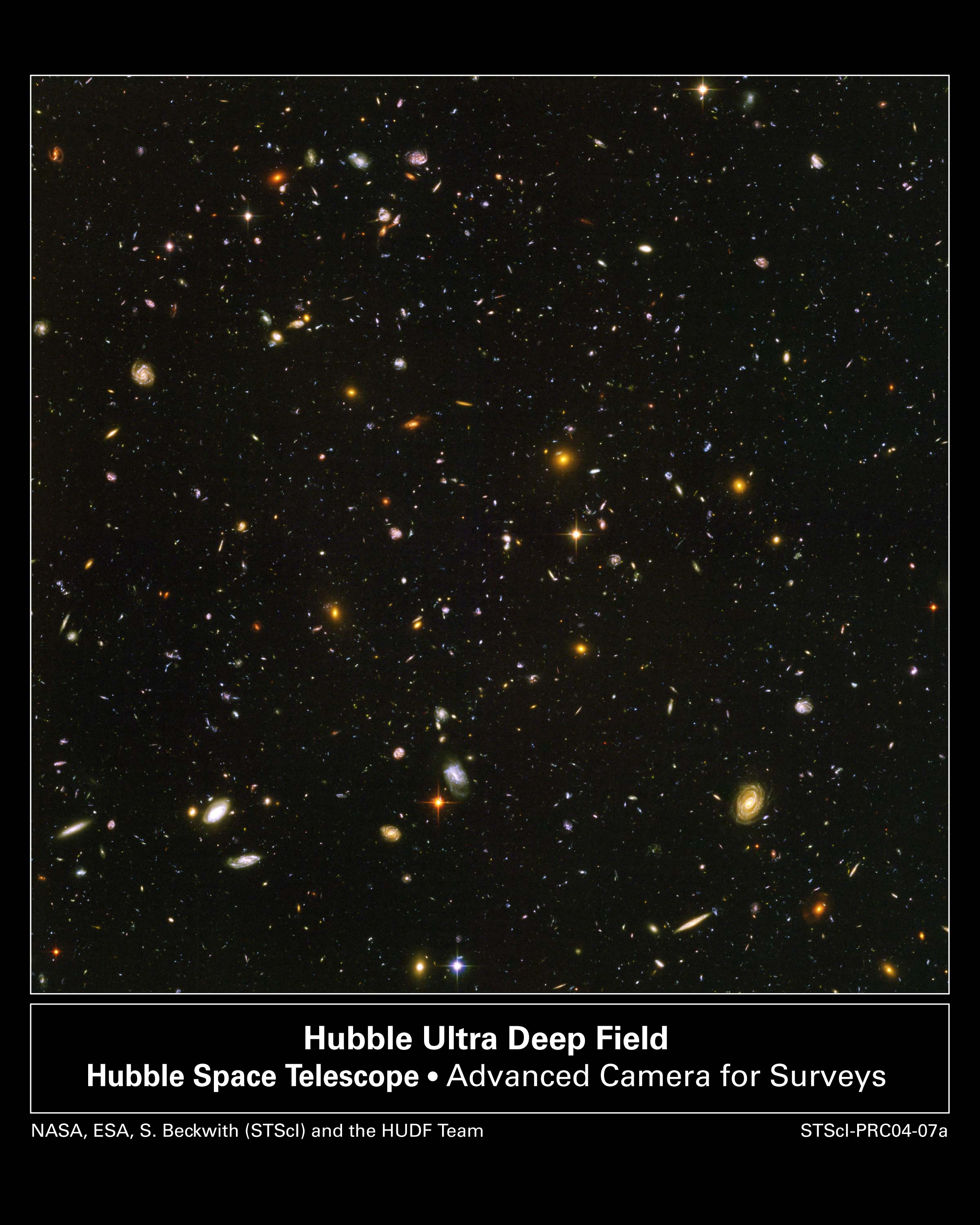
Esta imagen de alta resolución del HUDF muestra galaxias de diversas edades, tamaños, formas y colores. Las galaxias más pequeñas y más rojas, aproximadamente 100, son algunas de las galaxias más lejanas que pueden verse con un telescopio óptico, y ya existían cuando el universo sólo tenía 800 millones de años.

El campo ultraprofundo del Hubble (en inglés: Hubble ultra deep field [HUDF]) es la imagen más profunda del universo tomada con luz visible, cuya proyección de su luz fue emitida hace más de 13 000 millones de años, cuando el universo tenía sólo 800 millones de años aproximadamente. Para realizarla se acumularon datos que se fueron tomando en sucesivas observaciones llevadas a cabo entre el 3 de septiembre de 2003 y el 16 de enero de 2004 por el telescopio espacial Hubble. 
Situado al suroeste de Orión en el hemisferio sur de la constelación Fornax, la imagen es de un poco más de tres minutos de arco de diámetro. Esto es solo una décima parte del diámetro de la Luna llena vista desde la Tierra, más pequeña que un 1 milímetro cuadrado de papel puesto a 1 metro de distancia, e igual a aproximadamente una decimotercera millonésima parte de la superficie total del cielo. La imagen está orientada de modo que los puntos de la esquina superior izquierda apunten hacia el norte (-46,4 °) en la esfera celeste.

## Planificación

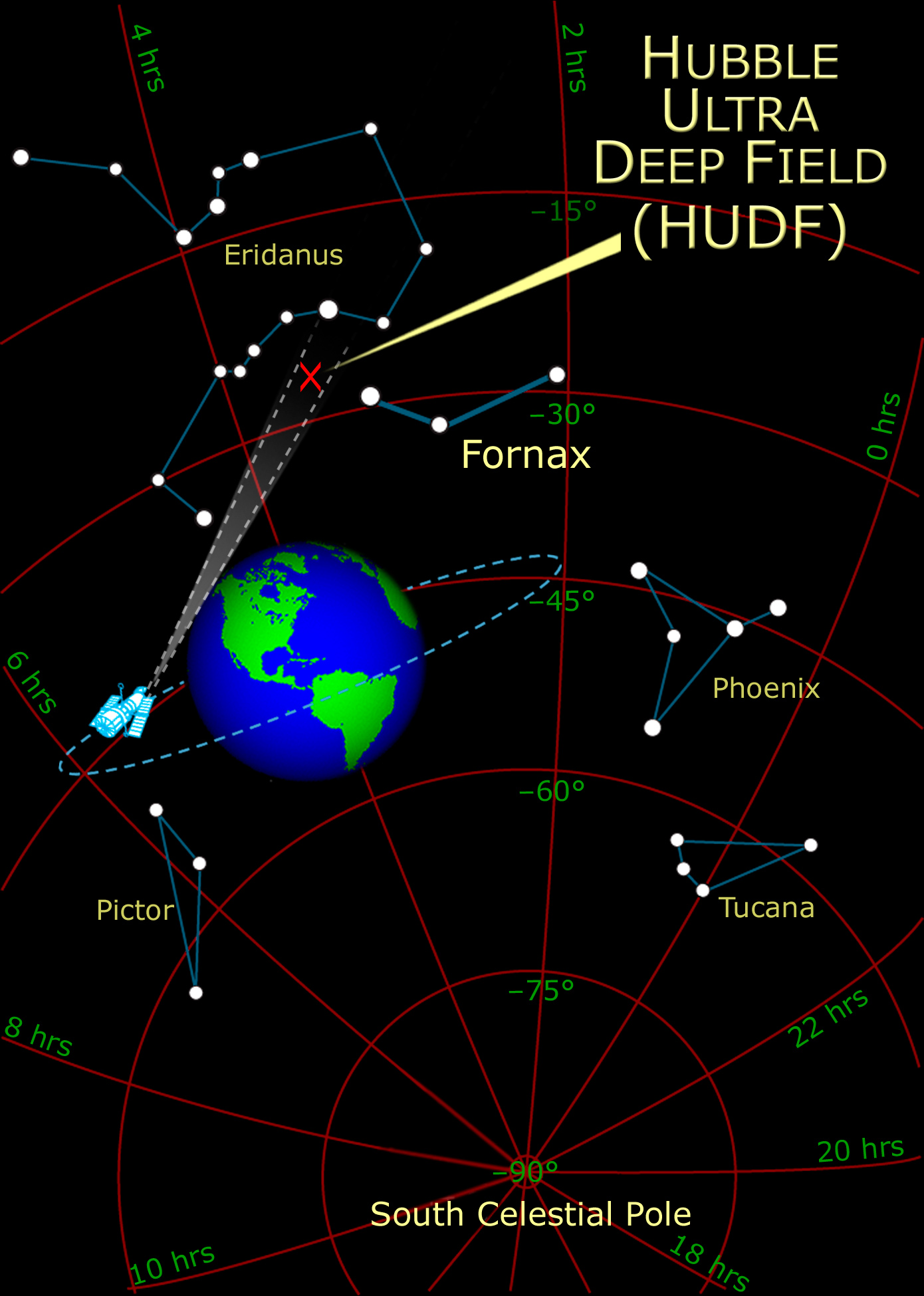
Ubicación del Campo Ultraprofundo del Hubble en el cielo

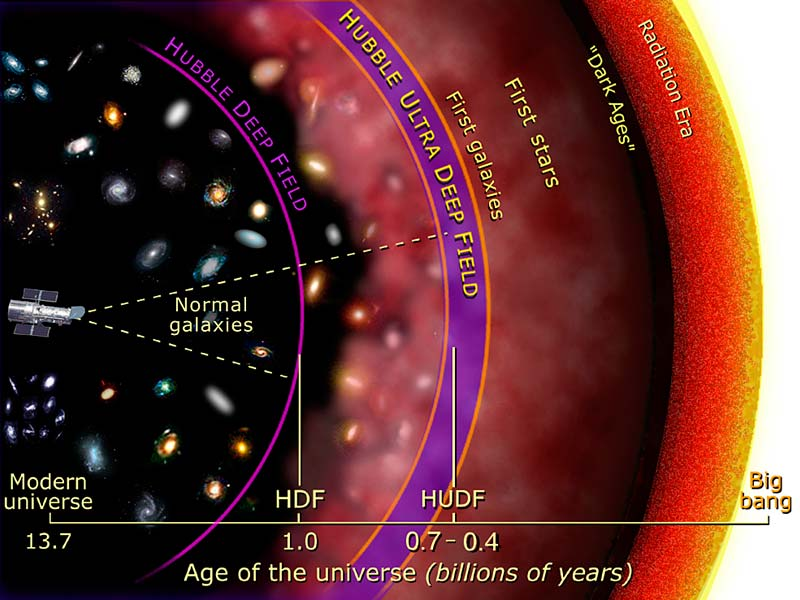
Diagrama que muestra la distancia de muestreo comparativo del Campo Ultraprofundo del Hubble y el anterior Campo Profundo del Hubble.

En los años siguientes desde la imagen original de Campo Profundo del Hubble, la imagen de campo profundo del sur del Hubble y la muestra GOODS (Great Observatories Origins Deep Survey) se analizaron, proporcionando un mayor corrimiento al rojo en las estadísticas. Cuando el detector llamado Cámara Avanzada para Sondeos (ACS) se instaló en el Hubble, se supo que se podría observar un campo ultraprofundo con galaxias en formación en corrimientos al rojo aún más altos de lo que se habían observado, así como proporcionar más información sobre la formación de galaxias en desplazamientos al rojo intermedios (z~2). Un grupo de trabajo sobre la mejor manera de realizar los sondeos con la ACS se celebró en STScI (Space Telescope Science Institute) a finales de 2002. Allí Massimo Stiavelli abogó por un Campo Ultraprofundo como una forma de estudiar los objetos responsables de la reionización del Universo. Después del taller, el director del STScI Steven Beckwith, decidió dedicar 400 órbitas de tiempo discrecional del director a la UDF y nombró Stiavelli como el protagonista del equipo para la aplicación de las observaciones.
A diferencia de los campos profundos, el Campo Ultraprofundo del Hubble no está en la zona de visión continua del Hubble (CVZ). Las observaciones anteriores, usando la cámara Wide Field Planetary Camera 2 (WFPC2), fueron capaces de aprovechar el aumento del tiempo de observación en estas zonas mediante el uso de longitudes de onda con un ruido más alto para observar en los momentos en que el brillo de la Tierra contaminaba las observaciones, sin embargo ACS no observa a estas longitudes de onda, por lo que la ventaja se redujo.
Al igual que con los campos anteriores, en éste fue necesario contener muy pocas emisiones de nuestra galaxia, con poco polvo zodiacal. El campo también estaba obligado a estar en una serie de declinaciones de tal manera que se pudiera observar tanto en los instrumentos del hemisferio sur, como el Atacama Large Millimeter Array, y los del hemisferio norte, como las que se encuentra en Hawái. Se decidió en última instancia, observar una sección del sur de Chandra Deep Field, debido a la existencia de profundas observaciones en rayos X de Observatorios Chandra de Rayos X y dos objetos de interés ya observados en la muestra GOODS en el mismo lugar: un corrimiento al rojo 5,8 galaxia y una supernova. Las coordenadas del campo son la ascensión recta 3h 32m 39.0s, la declinación -27° 47′ 29.1″ (J2000). El campo es de 200 segundos de arco a un lado, con una superficie total de 11 minutos de arco cuadrados, y se encuentra en la constelación de Fornax.

## Observaciones

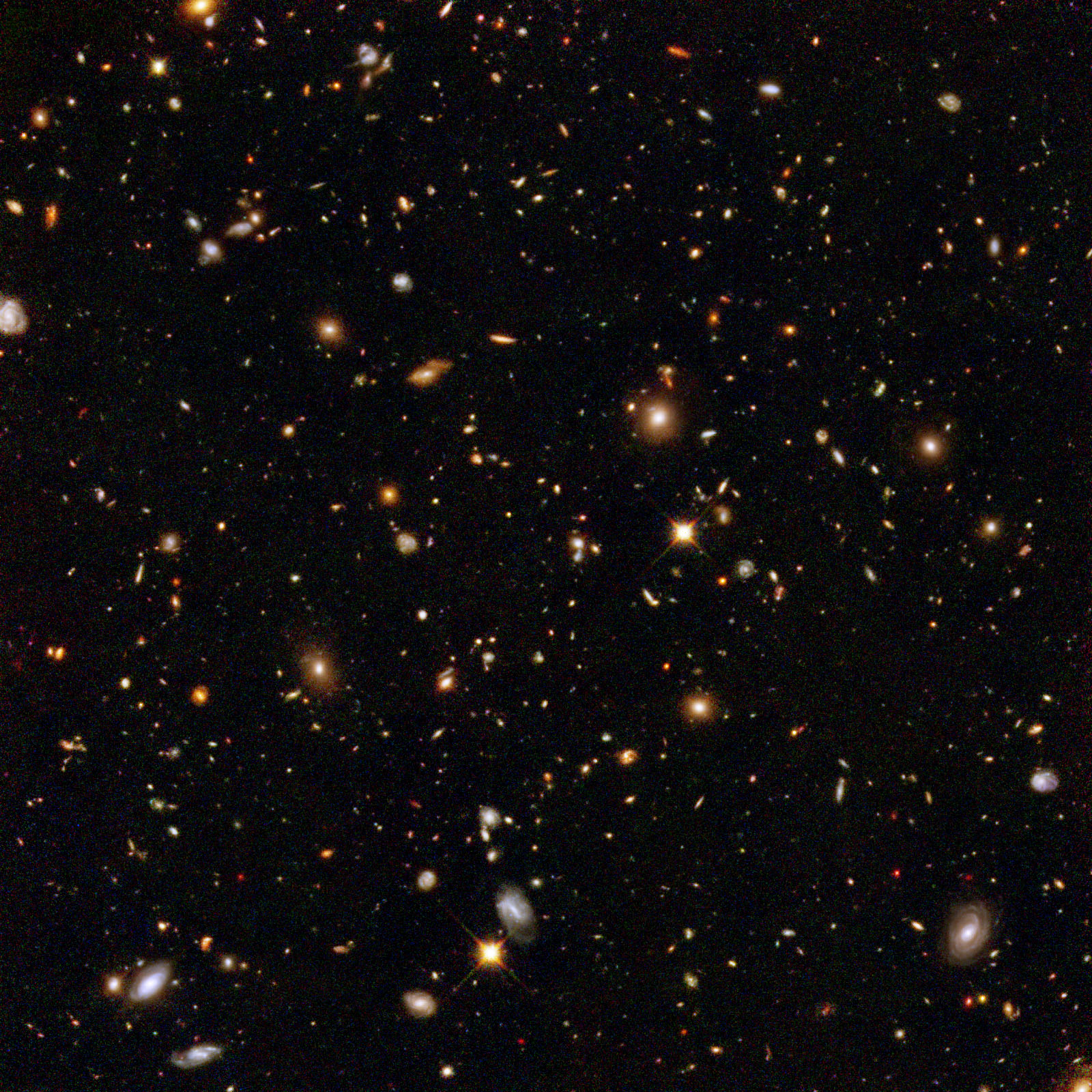
HUDF con datos infrarrojos NICMOS. Encuadre ligeramente diferente.

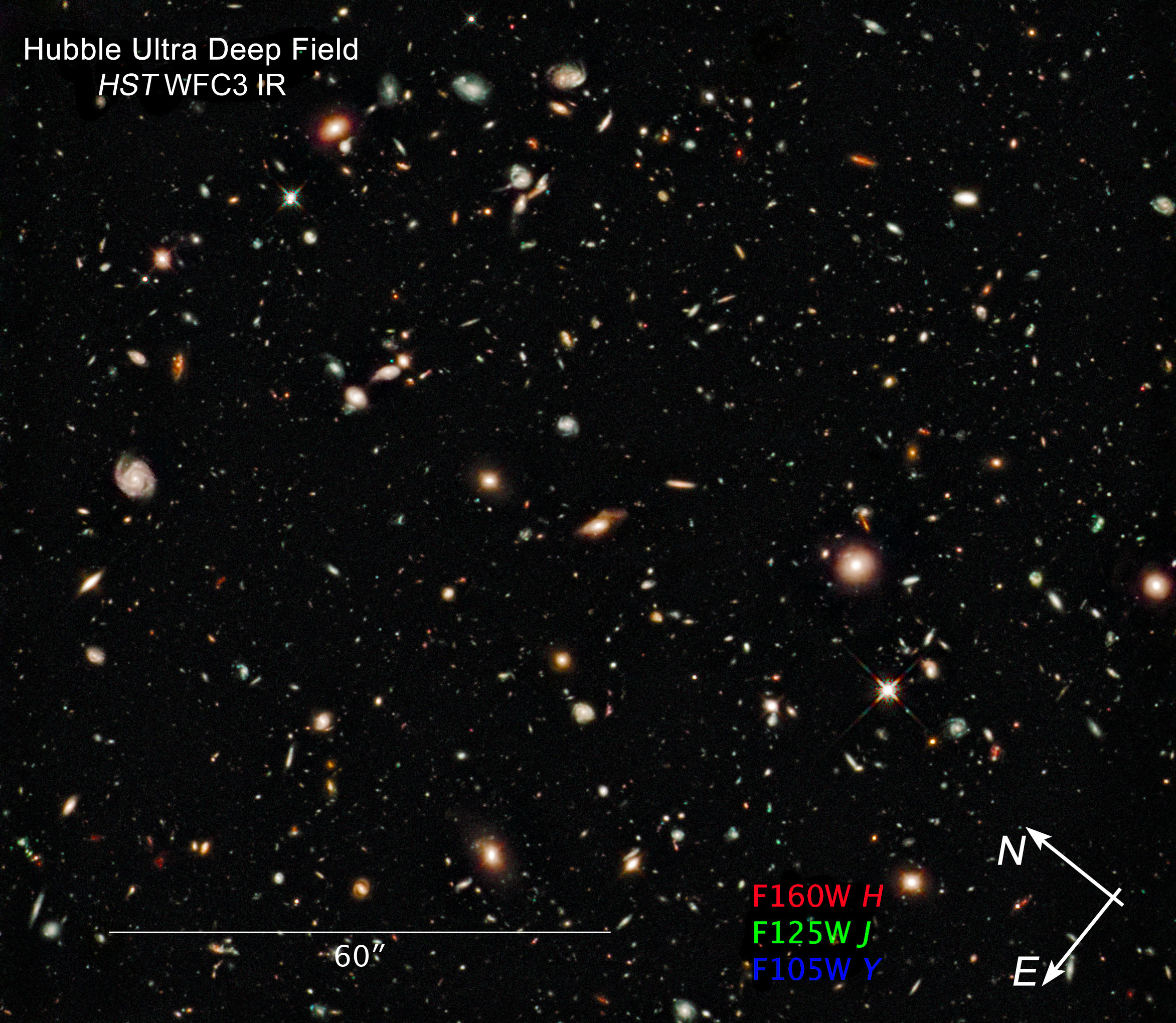
Datos infrarrojos WFC3 de la parte del campo (con etiquetas)

Cuatro filtros se utilizaron en la AEC, se centró en 435, 606, 775 y 850 nm, con tiempos de exposición establecidos para dar la misma sensibilidad en todos los filtros. Estas longitudes de onda coinciden con los utilizados por la muestra GOODS, permitiendo la comparación directa entre los dos. Al igual que los campos profundos, el Campo Ultraprofundo del Hubble utiliza tiempo discrecional del director. Con el fin de obtener la mejor resolución posible, las observaciones se oscilaron apuntando el telescopio en posiciones ligeramente diferentes para cada exposición (un proceso probado con el Hubble Deep Field) de modo que la imagen final tiene una resolución mayor que los píxeles solos normalmente permitirían.
Las observaciones se realizaron en dos épocas, desde el 23 de septiembre al 28 de octubre de 2003, y del 4 de diciembre de 2003 al 15 de enero de 2004. El tiempo de exposición total es de algo menos de 1 millón de segundos, a partir de 400 órbitas, con un tiempo de exposición típica de 1.200 segundos. En total, 800 exposiciones de ACS se tomaron a lo largo de 11.3 días, 2 en cada órbita, y NICMOS observado por 4,5 días. Todas las exposiciones individuales de ACS fueron procesadas y combinadas por Anton Koekemoer en un único conjunto de imágenes científicamente útiles, cada una con un tiempo total de exposición que van desde 134,900 segundos hasta 347,100 segundos. Para observar todo el cielo a la misma sensibilidad, el HST necesitaría observar de forma continua durante un millón de años.
La sensibilidad de la ACS limita su capacidad de detectar galaxias a alto desplazamiento al rojo a aproximadamente 6. Los campos profundos NICMOS obtenidos en paralelo a las imágenes de ACS podría, en principio, ser utilizado para detectar galaxias en desplazamiento al rojo de 7 o superior, pero faltaba imágenes de banda visibles de profundidad similar. Estas son necesarias para identificar objetos altos desplazamientos al rojo ya que no deben verse en las bandas visibles. A fin de obtener profundas exposiciones visibles en la parte superior de los campos paralelos NICMOS, un programa de seguimiento, HUDF05, fue aprobado y le fue otorgado 204 órbitas para observar los dos campos paralelos GO-10632. La orientación HST fue elegida para que las imágenes NICMOS paralelas caerían en la parte superior del Campo Profundo principal.
Después de la instalación de WFC3 en el Hubble en 2009, el programa HUDF09 (GO-11563) dedicó 192 órbitas a las observaciones de tres campos, incluyendo CUPH, utilizando los recientemente disponibles filtros infrarrojos F105W, F125W y F160W (que corresponden a las bandas Y, J y H):

## Contenidos

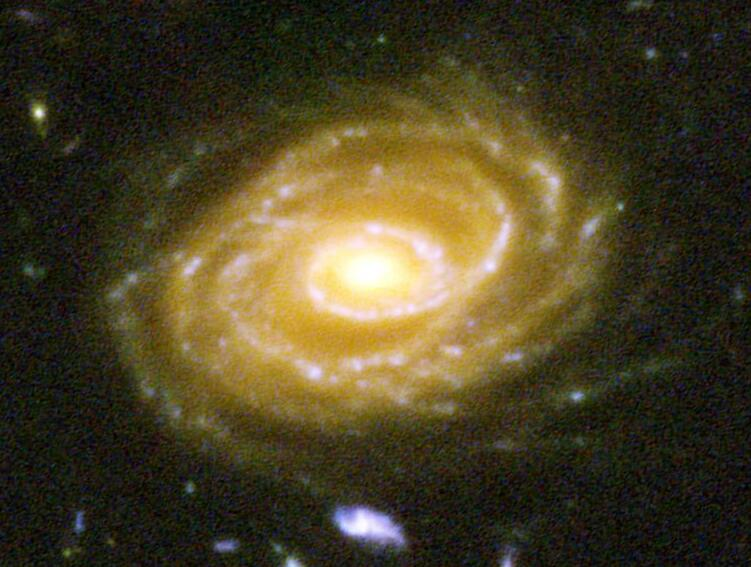
La galaxia espiral UDF 423 (luz visible)

## Resultados científicos
- Altas tasas de formación de estrellas durante las primeras etapas de formación de galaxias, antes de mil millones de años después del Big Bang.[2]
- Mejorar la caracterización de la distribución de las galaxias, sus números, tamaños y luminosidades en diferentes épocas, permitiendo una investigación sobre la evolución de las galaxias.[2]
- Confirmación de que las galaxias a alto corrimiento al rojo son más pequeñas y menos simétricas que las que tiene menor corrimiento al azul, mostrando la rápida evolución de las galaxias en los primeros dos mil millones de años después del Big Bang.[2]